# Nahié d'Aoudj
La nahié d'Aoudj (ou sous-district - nahié - d'Aoudj) est une entité administrative territoriale de Syrie dans le gouvernorat de Hama dont le chef-lieu administratif est le village d'Aoudj. Elle fait partie du district de Masyaf au nord-ouest du pays. Ce sous-district avait une population de 33 344 habitants selon le recensement de 2004.